# オーシャンズ11 (宝塚歌劇)
『オーシャンズ11』（オーシャンズ・イレブン、原題: Ocean's Eleven）は2001年の同名アメリカ映画を原作とする宝塚歌劇団のミュージカル作品。

## 上演データ
2011年 - 星組公演（初演）
11月11日から12月13日（新人公演：11月29日）まで宝塚大劇場、2012年1月2日から2月5日（新人公演：1月19日）まで東京宝塚劇場で上演。
形式名は「NTT東日本・NTT西日本フレッツシアター ミュージカル」。2幕30場。
脚本・演出は、小池修一郎が担当。以降の再演も担当している。未沙のえる退団公演。
2013年 - 花組公演
2月8日から3月11日（新人公演：2月26日）まで宝塚大劇場、3月29日から5月5日（新人公演：4月11日）まで東京宝塚劇場で上演。
形式名は「ミュージカル」。2幕30場。
2012年に再演を発表。
専科に所属の北翔海莉が特別出演をした。
2019年 - 宙組公演
4月19日から5月27日（新人公演：5月7日）まで宝塚大劇場、6月14日から7月21日（新人公演：6月27日）まで東京宝塚劇場で上演。
形式名は「ミュージカル」。
主役のダニー役を演じる真風涼帆は2011年の星組公演の新人公演でもダニー役を演じている。
105期生の初舞台公演である。

## スタッフ

### 2011年（スタッフ）
宝塚大劇場公演
- 脚本・演出：小池修一郎
- 作曲・編曲：太田健
- 編曲：青木朝子
- 音楽指揮：佐々田愛一郎
- 振付：御織ゆみ乃、若央りさ、桜木涼介、AYAKO、SHUN
- 装置：大橋泰弘
- 衣装：有村淳
- 照明：勝柴次朗
- 音響：大坪正仁
- 小道具：伊集院撤也
- 映像：奥秀太郎
- イリュージョン：北見伸
- 歌唱指導：楊淑美
- 演出助手：生田大和、田渕大輔
- 舞台進行：赤坂英雄（第1幕）、香取克英（第2幕）
- 舞台美術製作：株式会社宝塚舞台
- 演奏：宝塚歌劇オーケストラ
- 制作：渡辺裕
- 制作・著作：宝塚歌劇団
- 特別協賛：東日本電信電話株式会社、西日本電信電話株式会社

参考資料：公演プログラム

### 2013年（スタッフ）
宝塚大劇場公演
- 脚本・演出：小池修一郎
- 作曲・編曲：太田健
- 編曲：青木朝子
- 音楽指揮：佐々田愛一郎
- 振付：御織ゆみ乃、若央りさ、桜木涼介、AYAKO、SHUN
- 装置：大橋泰弘
- 衣装：有村淳
- 照明：勝柴次朗
- 音響：大坪正仁
- 小道具：伊集院撤也
- 映像：奥秀太郎
- イリュージョン：北見伸
- 歌唱指導：楊淑美
- ジャグリング指導：リスボン上田
- ヨーヨー指導：長谷川貴彦
- 演出助手：生田大和、田渕大輔、谷貴矢
- 舞台進行：日笠山秀観（第1幕）、香取克英（第2幕）
- 舞台美術製作：株式会社宝塚舞台
- 演奏：宝塚歌劇オーケストラ
- 制作：斎藤雅央
- 制作・著作：宝塚歌劇団

参考資料：公演プログラム

### 2019年（スタッフ）
宝塚大劇場公演
- 脚本・演出：小池修一郎
- 作曲・編曲：太田健
- 編曲：青木朝子
- 音楽指揮：佐々田愛一郎
- 振付：御織ゆみ乃、若央りさ、桜木涼介、AYAKO、SHUN、鈴懸三由岐
- 擬闘：六本木康弘
- 装置：大橋泰弘
- 衣装：有村淳
- 照明：勝柴次朗
- 音響：大坪正仁
- 小道具：今岡美也子
- 口上指導：立ともみ
- 映像：奥秀太郎
- イリュージョン：北見伸
- 歌唱指導：KIKO、堂ノ脇恭子
- ジャグリング指導：リスボン上田
- ヨーヨー指導：長谷川貴彦
- 演出補：田渕大輔
- 演出助手：谷貴矢、竹田悠一郎
- 装置補：稲生英介
- 舞台進行：押川麻衣（第1幕）、香取克英（第2幕）
- 舞台美術製作：株式会社宝塚舞台
- 演奏：宝塚歌劇オーケストラ
- 制作：阿部望
- 制作補：三木規靖
- 制作・著作：宝塚歌劇団

参考資料：公演プログラム

## 出演者一覧

### 2011年（出演者）
宝塚歌劇公式ページのデータを参照
英真なおき・万里柚美・美稀千種・涼紫央・毬乃ゆい
美城れん・柚希礼音・花愛瑞穂・音花ゆり・鶴美舞夕
夢乃聖夏・紅ゆずる・夢咲ねね・碧海りま・白華れみ
壱城あずさ・美弥るりか・如月蓮・白妙なつ・南風里名
海隼人・朝都まお・汐月しゅう・稀鳥まりや・天寿光希
音波みのり・優香りこ・大輝真琴・真月咲・千寿はる
愛水せれ奈・妃白ゆあ・真風涼帆・輝咲玲央・瀬稀ゆりと
紫月音寧・若夏あやめ・夢妃杏瑠・芹香斗亜・夏樹れい
夢城えれん・十碧れいや・空乃みゆ・珠華ゆふ・凰姿有羽
華雅りりか・早乙女わかば・毬愛まゆ・漣レイラ・麻央侑希
飛河蘭・ひなたの花梨・翔馬樹音・礼真琴・ひろ香祐
紫りら・妃海風・凰津りさ・逢月あかり・真衣ひなの
瀬央ゆりあ・蓮珠こうき・音咲いつき・紫藤りゅう・綺咲愛里
五條まりな・朝水りょう・拓斗れい・白鳥ゆりや
未沙のえる（専科所属）

#### 97期生B班
城妃美伶・永久輝せあ・花菱りず・貴遠すず・水香依千
蒼瀬侑季・叶ゆうり・碧宮るか

### 2013年（出演者）
宝塚歌劇公式ページのデータを参照
高翔みず希・悠真倫・蘭寿とむ・桜一花・華形ひかる
紫峰七海・花野じゅりあ（宝塚のみ）・初姫さあや・春風弥里・夕霧らい
華耀きらり・月央和沙・望海風斗・彩城レア・芽吹幸奈
梅咲衣舞・瀬戸かずや・冴月瑠那・遼かぐら・鳳真由
白姫あかり・花蝶しほ・春花きらら・蘭乃はな・鞠花ゆめ
天真みちる・日高大地・神房佳希・芹香斗亜・菜那くらら
真輝いづみ・大河凜・桜帆ゆかり・桜咲彩花・航琉ひびき
凪咲星南・美花梨乃・花奈澪・舞月なぎさ・仙名彩世
和海しょう・華雅りりか・羽立光来・新菜かほ・夢花らん
冴華りおな・紗愛せいら・水美舞斗・柚香光・真鳳つぐみ
美蘭レンナ・こと華千乃・優波慧・乙羽映見・朝月希和
蘭舞ゆう・更紗那知・桜舞しおん・千幸あき・矢吹世奈
春妃うらら・紅羽真希・綺城ひか理・雛リリカ・碧宮るか
北翔海莉（専科所属）
東京公演では花野じゅりあは全日程休演。

### 2019年（出演者）
宝塚歌劇公式ページのデータを参照
寿つかさ・美風舞良・純矢ちとせ・花音舞・澄輝さやと
綾瀬あきな・真風涼帆・凛城きら・松風輝・芹香斗亜
星吹彩翔・愛白もあ・蒼羽りく・美月悠・桜音れい
星月梨旺・愛咲まりあ・春瀬央季・桜木みなと・実羚淳
七生眞希・和希そら・瀬戸花まり・秋音光・里咲しぐれ
秋奈るい・花菱りず・水香依千・留依蒔世・遥羽らら
小春乃さよ・穂稀せり・瑠風輝・風輝駿・若翔りつ
華妃まいあ・希峰かなた・澄風なぎ・天瀬はつひ・星風まどか
優希しおん・天彩峰里・愛海ひかる・はる香心・琥南まこと
雪乃かさり・鷹翔千空・真名瀬みら・水音志保・湖々さくら
惟吹優羽・花城さあや・雪輝れんや・花宮沙羅・湖風珀
春乃さくら・風色日向・凰海るの・夢風咲也花・輝ゆう
陽雪アリス・夢白あや・栞菜ひまり・碧咲伊織・なつ颯都
彩妃花・有愛きい・亜音有星・琉稀みうさ・朝木陽彩
真白悠希・梓唯央・嵐之真・楓姫るる・舞こころ
※愛彩めあり・陽彩風華
中学校卒業後ただちに宝塚音楽学校に入学し2019年3月に宝塚歌劇団に入団した生徒については、法律の規制により新人公演の稽古時間が十分に取れないため、本公演の新人公演には出演しなかった。
※愛彩めありは東京宝塚劇場公演を全日程休演した（6月27日 新人公演も休演）。

#### 105期生（初舞台生）
5月28日付で組配属。

##### 宙組配属（宝塚・東京）
山吹ひばり・愛未サラ・聖叶亜・美星帆那・大路りせ
葵祐稀・泉堂成・明希翔せい

##### 花組、月組、雪組、星組配属（宝塚のみ）
花組配属
夏希真斗・美空真瑠・星空美咲・稀奈ゆい・初音夢
湖華詩・伶愛輝みら・花翔ひかり
月組配属
詩ちづる・静音ほたる・七城雅・朝香ゆらら
奏羽美緒・遥稀れお・槙照斗・水城あおい
雪組配属
音彩唯・琴峰紗あら・紀城ゆりや・美影くらら
海咲圭・月瀬陽・愛空みなみ・希翠那音
星組配属
鳳花るりな・星影なな・稀惺かずと・瞳きらり
彩夏こいき・大希颯・彩紋ねお・青風希央

## 主な配役
※2013年の新人公演では、ニック・スタイン→ローズ・スタイン、エディ→エイミー、ハロルド→ジュリー、バッキー→ローラ・ブキャナンに役名が変更。

※2019年の新人公演では、ニック・スタイン→ニッキー・スタイン、エディ→エイミー、ハロルド→サマンサ、ジョー→ジョーン、バッキー→バッキーナ・ブキャナンに役名が変更。
|                           | 2011年星組 | 2011年星組   | 2013年花組   | 2013年花組 | 2019年宙組 | 2019年宙組 |
| 本公演                    | 新人公演   | 本公演       | 新人公演     | 本公演     | 新人公演   |            |
| ------------------------- | ---------- | ------------ | ------------ | ---------- | ---------- | ---------- |
| ダニー・オーシャン        | 柚希礼音   | 真風涼帆     | 蘭寿とむ     | 芹香斗亜   | 真風涼帆   | 鷹翔千空   |
| テス・オーシャン          | 夢咲ねね   | 音波みのり   | 蘭乃はな     | 桜咲彩花   | 星風まどか | 夢白あや   |
| ラスティー・ライアン      | 涼紫央     | 芹香斗亜     | 北翔海莉     | 水美舞斗   | 芹香斗亜   | 優希しおん |
| ソール・ブルーム          | 未沙のえる | 大輝真琴     | 悠真倫       | 天真みちる | 寿つかさ   | 若翔りつ   |
| リカルド                  | 英真なおき | 千寿はる     | 高翔みず希   | 神房佳希   | 松風輝     | 澄風なぎ   |
| ニック・スタイン          | 英真なおき | 夢城えれん   | 紫峰七海     | 更紗那知   | 凛城きら   | 夢風咲也花 |
| テレサ                    | 万里柚美   | 優香りこ     | 梅咲衣舞     | 鞠花ゆめ   | 花音舞     | 天瀬はつひ |
| ハリー・ウッズ            | 美稀千種   | 凰姿有羽     | 夕霧らい     | 羽立光来   | 星吹彩翔   | 雪輝れんや |
| アン・ウッズ              | 毬乃ゆい   | 妃白ゆあ     | 初姫さあや   | 菜那くらら | 美風舞良   | 湖々さくら |
| ルーベン・ティシュコフ    | 美城れん   | 真月咲       | 紫峰七海     | 冴華りおな | 凛城きら   | 希峰かなた |
| ルビー（3ジュエルズ）     | 花愛瑞穂   | 夢妃杏瑠     | 芽吹幸奈     | 桜帆ゆかり | 瀬戸花まり | 花宮沙羅   |
| サファイア（3ジュエルズ） | 音花ゆり   | 空乃みゆ     | 菜那くらら   | 乙羽映見   | 華妃まいあ | 春乃さくら |
| イエン                    | 鶴美舞夕   | 瀬稀ゆりと   | 華形ひかる   | 真輝いづみ | 秋音光     | 愛海ひかる |
| フランク・カットン        | 夢乃聖夏   | 十碧れいや   | 瀬戸かずや   | 和海しょう | 澄輝さやと | 真名瀬みら |
| テリー・ベネディクト      | 紅ゆずる   | 天寿光希     | 望海風斗     | 柚香光     | 桜木みなと | 亜音有星   |
| チャールズ                | 碧海りま   | ひろ香祐     | 彩城レア     | 日高大地   | 星月梨旺   | 凰海るの   |
| クイーン・ダイアナ        | 白華れみ   | 稀鳥まりや   | 桜一花       | 仙名彩世   | 純矢ちとせ | 天彩峰里   |
| バシャー・ター            | 壱城あずさ | 紫藤りゅう   | 春風弥里     | 大河凜     | 蒼羽りく   | 湖風珀     |
| リビングストン・デル      | 美弥るりか | 麻央侑希     | 鳳真由       | 舞月なぎさ | 瑠風輝     | なつ颯都   |
| バージル・モロイ          | 如月蓮     | 漣レイラ     | 水美舞斗     | 蘭舞ゆう   | 優希しおん | 碧咲伊織   |
| エメラルド（3ジュエルズ） | 白妙なつ   | 妃海風       | 仙名彩世     | 朝月希和   | 天彩峰里   | 朝木陽彩   |
| エディ                    | 海隼人     | 愛水せれ奈   | 冴月瑠那     | 凪咲星南   | 実羚淳     | はる香心   |
| ジョー                    | 朝都まお   | 翔馬樹音     | 日高大地     | 碧宮るか   | 七生眞希   | 有愛きい   |
| ブルーザー                | 汐月しゅう | 飛河蘭       | 天真みちる   | 綺城ひか理 | 若翔りつ   | 惟吹優羽   |
| ターク・モロイ            | 天寿光希   | 音咲いつき   | 柚香光       | 矢吹世奈   | 鷹翔千空   | 真白悠希   |
| ポーラ ※宝塚公演          | 音波みのり | 早乙女わかば | 花野じゅりあ | 華雅りりか | 遥羽らら   | 栞菜ひまり |
| ポーラ ※東京公演          | 音波みのり | 早乙女わかば | 華雅りりか   | 春妃うらら | 遥羽らら   | 栞菜ひまり |
| ベス                      | 優香りこ   | 紫月音寧     | 華耀きらり   | 紗愛せいら | 愛白もあ   | 華妃まいあ |
| テーラー                  | 大輝真琴   | 輝咲玲央     | 月央和沙     | 航琉ひびき | 美月悠     | 琥南まこと |
| ハロルド                  | 真月咲     | 若夏あやめ   | 航琉ひびき   | 美花梨乃   | 春瀬央季   | 雪乃かさり |
| バッキー                  | 千寿はる   | 珠華ゆふ     | 羽立光来     | 花奈澪     | 水香依千   | 花城さあや |
| ライナス・コールドウェル  | 真風涼帆   | 礼真琴       | 芹香斗亜     | 優波慧     | 和希そら   | 風色日向   |
| ボブ                      | 芹香斗亜   | 凰津りさ     | 真輝いづみ   | 桜舞しおん | 希峰かなた | 琉稀みうさ |
| ディック                  | 麻央侑希   | 瀬央ゆりあ   | 和海しょう   | 千幸あき   | 真名瀬みら | 嵐之真     |
| マイク                    | 礼真琴     | 夏樹れい     | 大河凜       | *          | 留依蒔世   | *          |